# Phil Tippett
Phil Tippett (Berkeley, 27 settembre 1951) è un effettista e regista statunitense, fondatore della Tippett Studio.
Ha collaborato nella sua carriera in vari film con la Industrial Light & Magic e la DreamWorks, negli anni '80 ha inventato la tecnica Go-motion, convertendosi alla computer grafica negli anni '90. Ha vinto due Premi Oscar su sei candidature: lo Special Achievement Award per gli effetti visivi nel 1984 per Il ritorno dello Jedi e l'Oscar ai migliori effetti speciali nel 1994 per Jurassic Park.

## Biografia

### Gli inizi: la Stop-motion
Tippett si è occupato soprattutto di animazione in Stop-motion e della sua "evoluzione": la Go-motion (e in seguito anche di computer grafica).
Ha iniziato la sua carriera lavorando con George Lucas per la prima trilogia di Star Wars, dal 1977 al 1983. Tippet realizzò, ad esempio, la famosa scena in cui Chewbecca e D-3BO  giocano con gli scacchi ologrammatici in Guerre stellari, e anche l'animale da soma che Luke Skywalker cavalca all'inizio de L'Impero colpisce ancora, quando esso compare nella sua interezza. Il terzo film, Il ritorno dello Jedi, gli valse il Premio Oscar per gli effetti speciali.
Il 1981 è l'anno di Il drago del lago di fuoco di Matthew Robbins: Tippet inventa, per dare movimenti più realistici a "Vermithrax" il drago, la rivoluzionaria Go-motion. Però, nonostante venga candidato all'Oscar per gli effetti speciali (realizzati, oltre che da Tippet, anche da Chris Walas e Michael Lantieri), il film non si aggiudicherà l'Academy Award. Dopo di ciò, nel 1984, Tippet ha la possibilità di aprire una casa di effetti speciali tutta sua specializzata in Go-motion: la Tippett Studio. Si mette subito al lavoro e vince un Emmy Award per i dinosauri in Go-motion del documentario TV
Dinosaurs! nel 1985. Gli Studios si occupano poi di molti altri film, come la trilogia di RoboCop e Willow (anch'esso candidato per gli effetti speciali).

### Jurassic Parke la "conversione" alla CGI
Nel 1993 Tippett viene chiamato da Steven Spielberg per gli effetti speciali del suo nuovo kolossal, Jurassic Park. Tippett mostra al regista alcuni video sulle sue animazioni, ma il regista non è soddisfatto del risultato, che ritiene troppo poco realistico, e così decide di sostituire tutte le animazioni in Go-motion con dinosauri in computer grafica realizzati da Dennis Muren. Nonostante ciò, Tippett rimane nello staff del film come consulente. Da allora, i Tippett Studio hanno una vera e propria "conversione" alla CGI per rimanere competitivi.
Il primo film con effetti speciali in CGI realizzati dai Tippett Studio è Tremors 2: Aftershocks, del 1995. Da allora i Tippett Studio hanno continuato il loro lavoro in modo immutato, lavorando a film come Starship Troopers - Fanteria dello spazio, Hellboy e altri. Inoltre, nel 2004, dirige il film Starship Troopers 2 - Eroi della federazione.

## Filmografia parziale

### Effetti visivi
- The Crater Lake Monster, regia di William R. Stromberg (1977)
- Guerre stellari (Star Wars), regia di George Lucas (1977)
- Piraña (Piranha), regia di Joe Dante (1978)
- L'Impero colpisce ancora (The Empire Strikes Back), regia di Irvin Kershner (1980)
- Il drago del lago di fuoco (Dragonslayer), regia di Matthew Robbins) (1981)
- Indiana Jones e il tempio maledetto (Indiana Jones and the Temple of Doom), regia di Steven Spielberg (1984)
- Howard e il destino del mondo (Howard the Duck), regia di Willard Huyck (1986)
- Il bambino d'oro (The Golden Child), regia di Michael Ritchie (1986)
- La casa di Helen (House II: The Second Story), regia di Ethan Wiley (1987)
- RoboCop, regia di Paul Verhoeven (1987)
- Willow, regia di Ron Howard (1988)
- RoboCop 2, regia di Irvin Kershner (1990)
- RoboCop 3, regia di Fred Dekker (1993)
- Jurassic Park, regia di Steven Spielberg (1993) - supervisore ai dinosauri
- Tre desideri (Three Wishes), regia di Martha Coolidge (1995)
- Tremors 2: Aftershocks, regia di Steven Seth Wilson (1996)
- Dragonheart, regia di Rob Cohen (1996)
- Starship Troopers - Fanteria dello spazio (Starship Troopers), regia di Paul Verhoeven (1997)
- Martin il marziano (My Favorite Martian), regia di Donald Petrie (1999)
- Haunting - Presenze (The Haunting), regia di Jan de Bont (1999)
- Evolution, regia di Ivan Reitman (2001)
- Spiderwick - Le cronache (The Spiderwick Chronicles), regia di Mark Waters (2008)
- The Twilight Saga: New Moon, regia di Chris Weitz (2009)
- The Twilight Saga: Eclipse, regia di David Slade (2010)
- The Twilight Saga: Breaking Dawn - Parte 1, regia di Bill Condon (2011)

### Regia
- Prehistoric Beast - cortometraggio di animazione (1975)
- Starship Troopers 2 - Eroi della federazione (Starship Troopers 2: Hero of the Federation) (2004)
- MutantLand - cortometraggio di animazione (2010)
- Mad God (2021)

## Riconoscimenti

### Premio Oscar
- 1982 – Candidatura ai migliori effetti speciali per Il drago del lago di fuoco
- 1984 – Special Achievement Award per Il ritorno dello Jedi
- 1989 – Candidatura ai migliori effetti speciali per Willow
- 1994 – Migliori effetti speciali per Jurassic Park
- 1997 – Candidatura ai migliori effetti speciali per Dragonheart
- 1998 – Candidatura ai migliori effetti speciali per Starship Troopers - Fanteria dello spazio

### Saturn Award
- 1984 – Miglior trucco per Il ritorno dello Jedi
- 1988 – Migliori effetti speciali per RoboCop
- 1991 – Candidatura ai migliori effetti speciali per RoboCop 2
- 1994 – Migliori effetti speciali per Jurassic Park
- 1997 – Candidatura ai migliori effetti speciali per Dragonheart
- 1998 – Migliori effetti speciali per Starship Troopers - Fanteria dello spazio